# سکیوریتی فوکوس
سکیوریتی فوکوس (به انگلیسی: SecurityFocus) یک پورتال خبری آنلاین امنیت رایانه و تأمین کننده خدمات امنیت اطلاعات بود. ستون‌نویسان و نویسندگان سکیوریتی فوکوس شامل مارک راش، دادستان سابق جرایم سایبری وزارت دادگستری، و کوین پولسن، هکری که تبدیل به روزنامه‌نگار شده‌است، در فهرست پست‌های معروف Bugtraq قرار دارد.